# ارگ حاجی‌آباد
ارگ حاجی‌آباد مربوط به دوره قاجار است و در ۷ کیلومتری شرق بیرجند واقع شده و این اثر در تاریخ ۱۱ مرداد ۱۳۷۶ با شمارهٔ ثبت ۱۸۹۰ به‌عنوان یکی از آثار ملی ایران به ثبت رسیده است.